# 长塘镇 (安化县)
长塘镇，是中华人民共和国湖南省益阳市安化县下辖的一个乡镇级行政单位。

## 行政区划
长塘镇下辖以下地区：
林山塘冲社区、长塘社区、兰溪村、罗溪村、中山村、新白羊村、石花村、共和村、蒋义村、瓦柳村、杨田村、永和村、合欣村、箔花台村、大金溪村、合振村、岳峰村、丫山村和金银村。